# Listă de scriitori de limba latină
| - Apuleius - Augustus - Aurelius Victor - Boethius - Cezar - Cato - Catullus - Cicero - Claudian - Curtius Rufus - Ennius (239 î.Hr.-169 î.Hr.) - Eutropius - Florus - Frontinus - Gellius - Grattius - Horațiu - Justin - Juvenal | - Lucan - Lucretius - Marțial - Nepos - Ovidiu - Persius - Petronius - Phaedrus - Plautus - Plinius Maior - Plinius Minor - Propertius - Quintilian - Salustiu - Seneca Maior - Seneca Minor, (4 î.Hr.–65 d.Hr.) - Silius Italicus - Statius | - Suetonius - Sulpicia - Tacitus - Terentius - Tibullus - Titus Livius - Valerius Flaccus - Valerius Maximus - Varro - Velleius - Vergiliu - Vitruvius - Ius Romanum - Creștini - Augustin de Hipona - Isidor din Sevilla - Saxo Grammaticus - Toma de Aquino - Medievali - Astronomul - Henric al VII-lea al Angliei - Neo-Latini - Cristofor Columb (1451-1506) |